# Nanchoc
Nanchoc es un pueblo del norte del Perú, ubicado a orillas de un tributario del río Zaña, a 400 m s. n. m. Es capital del distrito de Nanchoc de la provincia de San Miguel del departamento de Cajamarca. Asimismo la palabra nanchoc, es una palabra quechua, que traducida al castellano quiere decir "Corazón Abierto".
La fiesta principal de Nanchoc es el 24 de octubre, en la que los nanchoqueros celebran la festividad de San Francisco de Asís. Suele ser momento de reunión de los hijos de las familias de Nanchoc, quienes llegan de diferentes lugares.
Cerca al pueblo se halla un yacimiento arqueológico donde fueron encontradas las evidencias más antiguas de agricultura en el continente americano, fechadas hacia el año 7.600 a. C.. También fue considerada por ser el primer horticultor del Perú, ya que hasta 2002  Guitarrero era considerado el primer horticultor del Perú.